# 3723-as busz
A 3723-as jelzésű autóbuszvonal Miskolc, Szikszó, Encs, Gönc és Hidasnémeti között húzódó helyközi vonal, amelyet a Volánbusz Zrt. üzemeltet.

## Útvonala
A miskolci autóbusz-állomásról indul. A 3-as főúton indul el Szikszó irányába a Zsolcai kapun keresztül. A Gömöri felüljárón, a miskolci Volán- és MVK-telep szomszédságában közlekedik, eközben a Sajó folyót keresztezi, illetve több bevásárlóközpont mellett vezet útja. Az M30-as autópálya alatt átmegy, majd elhagyja a megyeszékhelyet.
Északkeleti irányban elhalad a felsőzsolcai ipari park közelében, illetve hosszú egyenesen át ér első településére, Szikszóra. A Hell üzemei mentén a városi gimnáziumnál a központba hajt, a legnagyobb forgalmat lebonyolító Táncsics utcai megállóban ágazik el a szikszói kórház felé, mint ahogy a 3710-es buszok Szikszóig közlekedő járatai. Tovább a főúton Encs felé a szomszédos község Aszaló. A települést a főút keresztezi, azonban a 3723-as járatok nem fedik le a keleti részében élőket, az állomáson túl lakókat. Nemsokkal később a halmaji csomópontban párszor kitér a falu vasútállomására, ahol általában vonathoz csatlakozik (a menetrendben ez nincs megjelenítve). Itt távolodik el a Baktakék felé vezető 3722-es buszvonaltól, mely egy másik úton közelíti meg a vonal felezőpontját. Utána Csobajon hajt át, majd az ináncsi elágazásban régebben az állomása is érintett volt. Folyamatosan az M30-as autópálya szomszédságában az egykori Abaúj vármegye területének közepe felé közelítve Forró települést fűzi útvonalára – ahová visszacsatlakoznak az imént említett 3722-es buszok –, sőt a Baktakék felé húzódó Fancsal vasárnapokon szintúgy kiszolgált. Visszaérkezve a 39-es főúton éri el a vele összenőtt járásközpontot, Encs városát, a Forró-Encs vasútállomás mentén érnek célba a helyi buszállomásra a vonal gyökerének számító 3720-as buszok.
A 3723-as buszok útvonalának közel sincs vége. Az Abaúj-Torna vármegye egykori járását keleti részében hagyja el továbbra is a 39-es főúton, ahonnan Gibártra hajt. Egy kisméretű emelkedőn át – ahonnan a Gibárti vízerőmű is megpillantható – kalandjának első, Szerencs–Hidasnémeti-vasútvonal által érintett településbe jut el, Abaújkérre. Az Abaúji-Hegyalja területének déli csücskéjén át közlekedik: Abaújszántó városa is kiszolgált, ezen felül nem csak központi. hanem Golop felé eső része is. Tovább a 3714-es mellékúton robog Aranyospuszta irányába, onnan át Boldogkőújfalura, illetve a váráról nevezetes Boldogkőváraljára, ahonnan a buszok jártasak a zsákfalu Arkán is. Mindkettő község vonalközi végállomás. Innen visszatér a 98-as vonalhoz, illetve a vele párhuzamos Hernádcéce és Alsócéce településekhez, azonban nem érinti azokat. A soron levő látványosság a vizsolyi Biblia Vizsolyon, innen a 3-as úti (egyébként 3720-as buszok által érintett) Novajidrány is bekapcsolt a járatba nem egyszer. A későbbiekben Vilmányt szolgálja ki, ahonnan míg Fony és Hejce is elérhető közúton, addig a buszok többsége csak az utóbbiba kanyarodnak be. A Zempléni-hegység nyugati részén mesés tájakon és Göncruszka kettő megállóján is átrepeszt, utolsó percei során a környék egyetlen kisvárosa, Gönc is útja része.

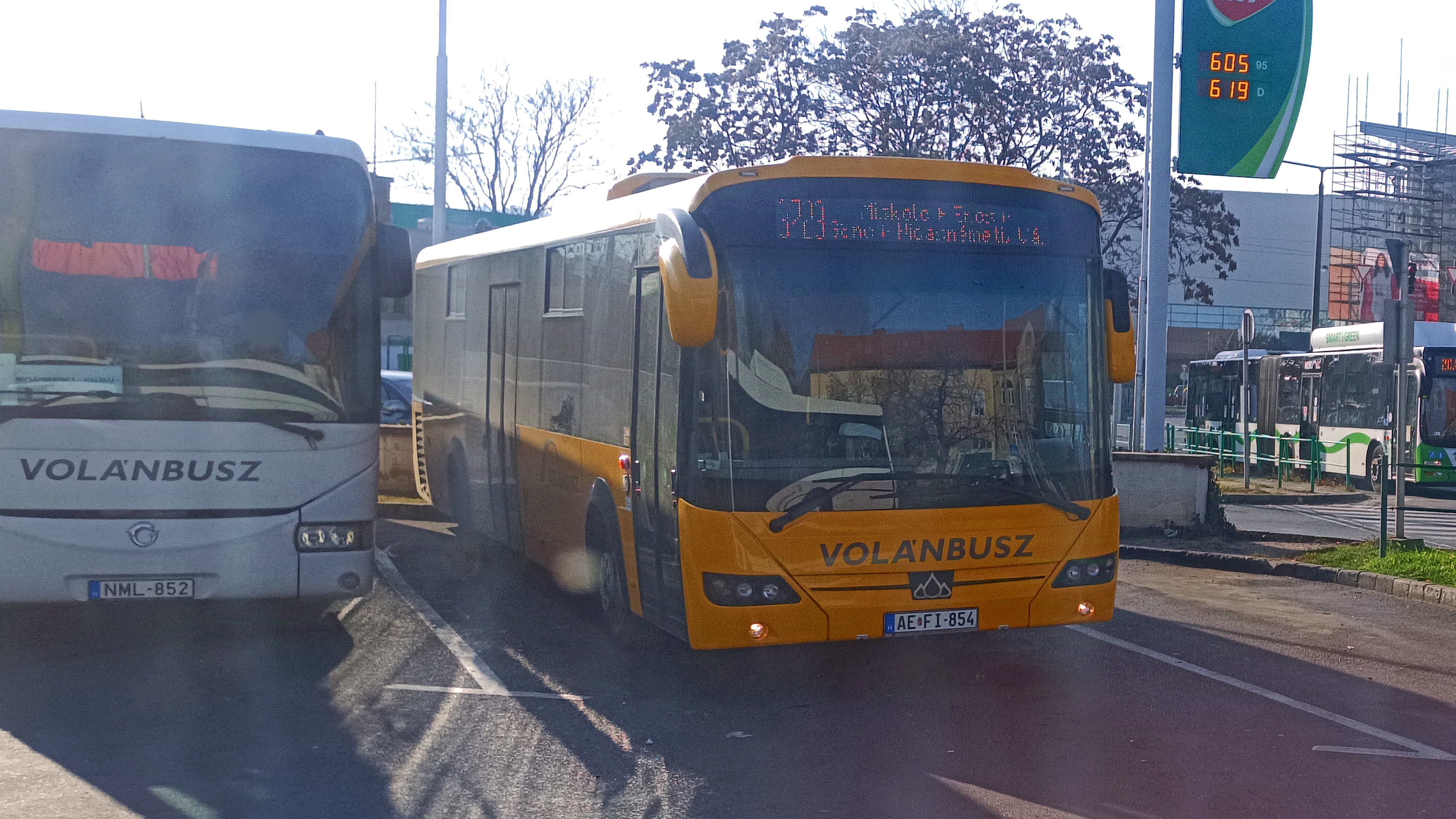
A vonal új törzsjárműve. Az AA DS-241-et Bács-Kiskun megyébe vitték

Legvégül a szlovák határhoz közel eső és a Hernád partján elhelyezkedő Hidasnémetiben végállomásozik. Az ezer fő lakta falunak központi helyén, vasútállomásánál ad otthont a vonal legvégső megállójának és a törzsjárműnek is.

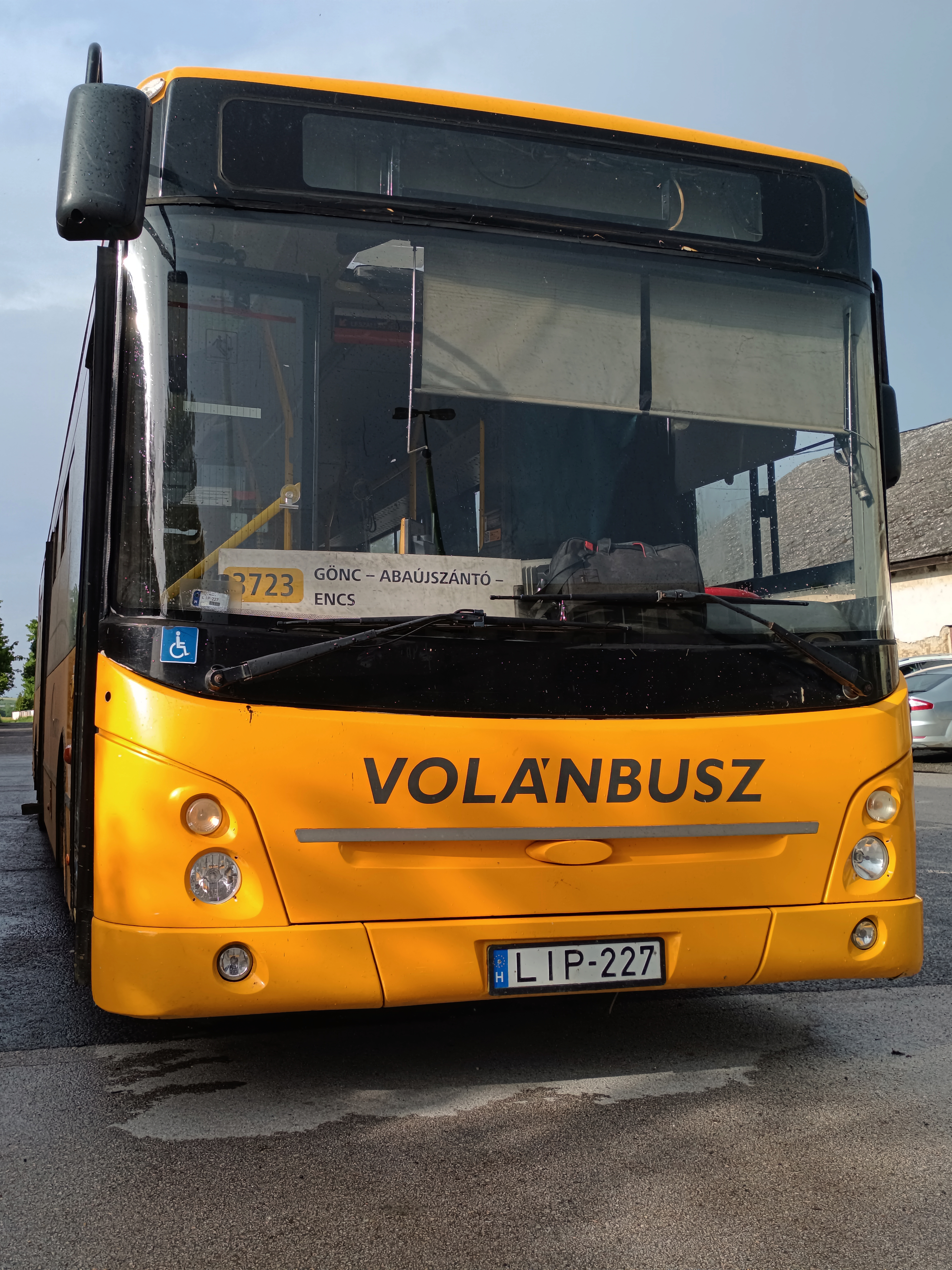
Munkanapokon és szabadnapokon Göncről közlekedik Encsre

## Közlekedése
Indításai minden nap történnek, alacsony indításszámmal. Kizárólag szóló buszok közlekednek, nagyrészt az encsi üzemegység állományából, a legnagyobb távokat megtevő járatok kocsija Hidasnémetin éjszakázik.
A kettő település között teljes hosszábban a 3-as főút, sőt villamosított vasúti fővonal (Felsőzsolca–Hidasnémeti-vasútvonal} is fekszik, többek között személyvonatos, kétóránként Hernád InterCity kiszolgálással, utóbbi Budapest és Kassa között ingázik. Közúton 61 kilométerre, illetve 1 órára, vasúton 63 kilométerre és 1-1,5 órára fekszenek egymástól. Az autóbuszos összeköttetés mindössze a kisfalvak lakóinak összegyűjtésére szolgál.
Ezzel szemben több távolsági járatot leverő tulajdonságokkal rendelkezik a vasárnap délelőtt Hidasnémetiből induló járat:
- 119 kilométeren,
- 77 megállón keresztül,
- 3 és fél óra alatt közlekedik a megyeszékhelyre, ezalatt
- 19 településen halad át.

### Csatlakozást biztosít
- Encs, autóbusz-állomás – vasúti csatlakozás Miskolc és Hidasnémeti felé/felől (90) – Encs és Hidasnémeti között vonattal már csak 20 perc

### Törzsjárművei
- a LIP-227 rendszámú Ikarus E127,
- z AE FI-854 rendszámú Credo Econell 12 autóbuszok.

| Viszonylat                                        | Indításszám | Közlekedési rend     |
| ------------------------------------------------- | ----------- | -------------------- |
| Miskolc, aut. áll. – Boldogkőváralja, arkai elág. | 1 oda       | munkanapokon         |
| Miskolc, aut. áll. – Boldogkőváralja, arkai elág. | 1 vissza    | szabadnapokon        |
| Miskolc, aut. áll. – Hidasnémeti vá.              | 1 pár       | naponta              |
| Encs, aut. áll. – Hidasnémeti vá.                 | 1 oda       | munkanapokon         |
| Encs, aut. áll. – Hidasnémeti vá.                 | 1 oda       | szabadnapokon        |
| Encs, aut. áll. – Hidasnémeti vá.                 | 1 vissza    | munkaszüneti napokon |
| Gönc, vh. ➝ Encs, aut. áll.                       | 1 oda       | munkanapokon         |
| Gönc, vh. ➝ Encs, aut. áll.                       | 1 oda       | szabadnapokon        |
| Arka, kh. ➝ Miskolc, aut. áll.                    | 1 oda       | munkanapokon         |

## Megállóhelyei
| 0                                                                            | Miskolc, autóbusz-állomás végállomás                 | 0.0 km  | 1, 1G, 3, 3A, 4, 7, 11, 12G, 20, 20A, 24, 28, 32, 34G, 35, 43, 44, 45, 101B, 900, 914, 935 1050, 1053, 1369, 1370, 1372, 1373, 1374, 1375, 1376, 1377, 1380, 1381, 1383, 1384, 1410, 1411 3700, 3701, 3702, 3703, 3704, 3705, 3706, 3707, 3708, 3709, 3710, 3711, 3712, 3714, 3715, 3716, 3717, 3718, 3719, 3720, 3721, 3722, 3724, 3726, 3727, 3728, 3729, 3730, 3731, 3733, 3734, 3735, 3736, 3737, 3738, 3739, 3740, 3741, 3742, 3743, 3744, 3745, 3746, 3747, 3748, 3749, 3750, 3751, 3752, 3753, 3754, 3755, 3757, 3760, 3761, 3764, 3765, 3766, 3767, 3770, 3772, 3773, 3774, 3775, 3776, 3777, 4019 |
| 1                                                                            | Miskolc, Baross Gábor utca                           | 1.5 km  | 7, 8 3706, 3710, 3712, 3715, 3716, 3717, 3718, 3719, 3720, 3721, 3722, 3724, 3726, 3727, 3728, 3729, 3730, 3731, 3733, 3734, 3735, 3736, 3737 |
| 2                                                                            | Miskolc, Szondi György utca                          | 2.0 km  | 1, 1G, 3A, 7, 8, 12G, 14G, 20, 21, 21G, 30, 31, 32, 34G, 35, 35G, 101B, 900, 901, 935, Auchan 1 3706, 3710, 3712, 3715, 3716, 3717, 3718, 3719, 3720, 3721, 3722, 3724, 3726, 3727, 3728, 3729, 3730, 3731, 3733, 3734, 3735, 3736, 3737 |
| 3                                                                            | Miskolc, Fonoda utca                                 | 2.3 km  | 7 3706, 3710, 3712, 3715, 3716, 3717, 3718, 3719, 3720, 3721, 3722, 3724, 3726, 3727, 3728, 3729, 3730, 3731, 3733, 3734, 3735, 3736, 3737 |
| 4                                                                            | Miskolc, Metro áruház                                | 3.3 km  | 7 3706, 3710, 3712, 3715, 3716, 3717, 3718, 3719, 3720, 3721, 3722, 3724, 3726, 3727, 3728, 3729, 3730, 3731, 3733, 3734, 3735, 3736, 3737 |
| 5                                                                            | Miskolc, Auchan áruház                               | 3.8 km  | 7, Auchan 1 3706, 3710, 3712, 3715, 3716, 3717, 3718, 3719, 3720, 3721, 3722, 3724, 3726, 3727, 3728, 3729, 3730, 3731, 3733, 3734, 3735, 3736, 3737 |
| 6                                                                            | Felsőzsolca, ipari park bejárati út                  | 7.5 km  | 3710, 3712, 3715, 3716, 3717, 3718, 3719, 3720, 3721, 3722, 3728 |
| 7                                                                            | 3-as számú út, 186-os kilométer                      | 8.2 km  | 3710, 3712, 3715, 3716, 3717, 3718, 3719, 3720, 3721, 3722, 3728 |
| 8                                                                            | Szikszó, Turul                                       | 11.2 km | 3710, 3712, 3715, 3716, 3717, 3718, 3719, 3720, 3721, 3722, 3728 |
| 9                                                                            | Ongaújfalui elágazás                                 | 12.9 km | 3710, 3712, 3715, 3716, 3717, 3718, 3719, 3720, 3721, 3722, 3728 |
| 10                                                                           | Szikszó, Hell Energy Kft.                            | 14.1 km | 3710, 3712, 3715, 3716, 3717, 3718, 3719, 3720, 3721, 3722, 3728 |
| 11                                                                           | Szikszó, Miskolci utca 83.                           | 15.5 km | 3710, 3712, 3715, 3716, 3717, 3718, 3719, 3720, 3721, 3722, 3728 |
| 12                                                                           | Szikszó, gimnázium                                   | 16.2 km | 3710, 3712, 3715, 3716, 3717, 3718, 3719, 3720, 3721, 3722, 3728 |
| 13                                                                           | Szikszó, Rákóczi út Penny                            | 16.9 km | 3710, 3712, 3715, 3716, 3717, 3718, 3719, 3720, 3721, 3722, 3728 |
| 14                                                                           | Szikszó, Táncsics utca                               | 17.2 km | 3710, 3712, 3713, 3715, 3716, 3717, 3718, 3719, 3720, 3721, 3722, 3728 |
| 15                                                                           | Szikszó, kórház                                      | 18.5 km | 3710, 3715, 3716, 3719, 3720, 3721, 3722, 3728 |
| 16                                                                           | Aszaló, bejárati út                                  | 21.0 km | 3715, 3716, 3719, 3720, 3721, 3722, 3728 |
| 17                                                                           | Halmaji elágazás                                     | 24.8 km | 3716, 3719, 3720, 3721, 3722, 3728, 3829, 3830 |
| Munkanapokon 1; szabadnapokon 1 alkalommal érintett.                         |                                                      |         | |
| ∫                                                                            | Halmaj vasútállomás                                  | ∫       | 3716, 3719, 3720, 3721, 3722, 3728, 3829, 3830 IC, személyvonat – Halmaj [90.] |
| 17                                                                           | Halmaji elágazás                                     | 24.8 km | 3716, 3719, 3720, 3721, 3722, 3728, 3829, 3830 |
| 18                                                                           | Csobád, községháza                                   | 29.4 km | 3720, 3728 |
| 19                                                                           | Ináncsi elágazás                                     | 31.5 km | 3720, 3728, 3816 |
| 20                                                                           | Forró, cukrászda                                     | 35.6 km | 3720, 3728, 3815, 3816 |
| 21                                                                           | Forró, iskola                                        | 36.4 km | 3720, 3728, 3815, 3816 |
| 22                                                                           | Forró, fancsali elágazás                             | 37.0 km | 3720, 3722, 3728, 3811, 3812, 3815, 3816 |
| Munkaszüneti napokon 2 alkalommal érintett.                                  |                                                      |         | |
| ∫                                                                            | Fancsal, alsó bejárati út                            | ∫       | 3722, 3811, 3812, 3815 |
| ∫                                                                            | Fancsal, vegyesbolt                                  | ∫       | 3722, 3811, 3812, 3815 |
| ∫                                                                            | Fancsal, alsó bejárati út                            | ∫       | 3722, 3811, 3812, 3815 |
| 22                                                                           | Forró, fancsali elágazás                             | 37.0 km | 3720, 3722, 3728, 3811, 3812, 3815, 3816 |
| 23                                                                           | Encsi elágazás                                       | 38.4 km | 3720, 3722, 3728, 3802, 3811, 3812, 3815, 3816 |
| 24                                                                           | Encs, gimnázium                                      | 39.0 km | 3720, 3722, 3728, 3802, 3804, 3811, 3812, 3815, 3816, 3819, 3821 |
| 25                                                                           | Encs, iskola (↓)                                     | 39.8 km | 3720, 3722, 3728, 3802, 3803, 3804, 3806, 3808, 3809, 3810, 3811, 3812, 3815, 3816, 3819, 3821, 3824, 3868 |
| 26                                                                           | Encs, autóbusz-állomás végállomás                    | 40.3 km | 3720, 3722, 3728, 3801, 3802, 3803, 3804, 3806, 3808, 3809, 3810, 3811, 3812, 3815, 3816, 3819, 3821, 3824 IC, személyvonat – Forró-Encs [80.] |
| ∫                                                                            | Encs, iskola (↑)                                     | ∫       | 3720, 3722, 3728, 3802, 3803, 3804, 3806, 3808, 3809, 3810, 3811, 3812, 3815, 3816, 3819, 3821, 3824, 3868 |
| 27                                                                           | Encs, Rákóczi utca                                   | 41.3 km | 3804, 3806, 3808, 3809, 3810, 3824, 3868 |
| 28                                                                           | Gibárt, Kossuth utca 17.                             | 44.1 km | 3804, 3806, 3808, 3809, 3810, 3824, 3868 |
| 29                                                                           | Gibárt, Dózsa György utca 10.                        | 44.8 km | 3804, 3806, 3808, 3809, 3810, 3824, 3868 |
| 30                                                                           | Abaújkér vasúti megállóhely                          | 48.0 km | 3804, 3806, 3808, 3809, 3810, 3824, 3868 |
| 31                                                                           | Abaújkér, Kassai utca 18.                            | 49.0 km | 3806, 3808, 3809, 3810, 3824, 3868 |
| 32                                                                           | Abaújszántó, mezőgazdasági szakközépiskola           | 50.8 km | 3806, 3808, 3809, 3810, 3824, 3868 személyvonat, vonatpótló – Abaújszántó [98.] |
| 33                                                                           | Abaújszántó, piactér                                 | 52.2 km | 3729, 3806, 3808, 3809, 3810, 3824, 3851, 3868 |
| ∫                                                                            | Abaújszántó, művelődési ház (↑)                      | ∫       | 3729, 3806, 3808, 3810, 3851, 3868 |
| 34                                                                           | Abaújszántó, Rákóczi utca 144. (autóbusz-forduló)    | 53.5 km | 3809 |
| 35                                                                           | Abaújszántó, művelődési ház (↓)                      | 54.2 km | 3729, 3806, 3808, 3810, 3851, 3868 |
| 36                                                                           | Abaújszántó, piactér                                 | 54.8 km | 3729, 3806, 3808, 3809, 3810, 3824, 3851, 3868 |
| 37                                                                           | Abaújszántó, ÁG üzemegység                           | 55.9 km | 3729, 3806, 3809, 3810, 3824, 3868 |
| 38                                                                           | Aranyosi elágazás                                    | 58.0 km | 3729, 3806, 3809, 3810, 3824, 3868 |
| 39                                                                           | Abaújalpár, bejárati út                              | 59.6 km | 3806, 3809, 3810, 3824 |
| 40                                                                           | Boldogkőújfalu, községháza                           | 61.4 km | 3806, 3809, 3810, 3824 |
| 41                                                                           | Boldogkőújfalu, Szabadság utca 85.                   | 62.1 km | 3806, 3809, 3810, 3824 |
| 42                                                                           | Boldogkőváralja, iskola                              | 63.4 km | 3806, 3809, 3810, 3824 |
| 43                                                                           | Boldogkőváralja, arkai elágazás vonalközi végállomás | 63.9 km | 3804, 3806, 3809, 3810, 3824 |
| Naponta 1 alkalommal érintett.                                               |                                                      |         | |
| ∫                                                                            | Arka, községháza vonalközi végállomás                | ∫       | 3809, 3810, 3824 |
| 43                                                                           | Boldogkőváralja, arkai elágazás vonalközi végállomás | 63.9 km | 3804, 3806, 3809, 3810, 3824 |
| 44                                                                           | Boldogkőváralja, Kossuth utca                        | 64.6 km | 3804, 3810, 3824 |
| 45                                                                           | Boldogkőváraljai elágazás                            | 66.3 km | 3804, 3824 vonatpótló – Boldogkőváralja [98.] |
| 46                                                                           | Hernádcécei elágazás                                 | 67.2 km | 3821, 3824 |
| 47                                                                           | Korláti elágazás                                     | 67.9 km | 3804, 3821, 3824 vonatpótló – Korlát-Vizsoly [98.] |
| 48                                                                           | Vizsoly, terményraktár                               | 70.0 km | 3804, 3821, 3824 |
| 49                                                                           | Vizsoly, iskola                                      | 70.7 km | 3804, 3821, 3824 vonatpótló – Korlát-Vizsoly [98.] |
| 50                                                                           | Vizsoly, termelőszövetkezet géptelep                 | 71.6 km | 3804, 3821, 3824 |
| Munkanapokon 2; szabadnapokon 1; munkaszüneti napokon 2 alkalommal érintett. |                                                      |         | |
| ∫                                                                            | Novajidrány vasútállomás                             | ∫       | 3720, 3804, 3819, 3821, 3824 IC, személyvonat – Novajidrány [90.] |
| 50                                                                           | Vizsoly, termelőszövetkezet géptelep                 | 71.6 km | 3804, 3821, 3824 |
| 51                                                                           | Vilmány, Fő út 57.                                   | 73.8 km | 3804, 3821, 3824 vonatpótló – Fony [98.] |
| 52                                                                           | Vilmány, iskola                                      | 74.5 km | 3804, 3821, 3824, 3825 |
| 53                                                                           | Vilmány, hejcei elágazás                             | 75.1 km | 3804, 3824, 3825 vonatpótló – Hejce-Vilmány [98.] |
| Naponta 1 alkalommal nem érintett.                                           |                                                      |         | |
| 54                                                                           | Hejce-Vilmány vasútállomás, bejárati út              | 75.9 km | 3825 |
| 55                                                                           | Hejce, községháza                                    | 78.6 km | 3804, 3824, 3825 |
| 56                                                                           | Hejce-Vilmány vasútállomás, bejárati út              | 81.3 km | 3825 |
| 57                                                                           | Vilmány, hejcei elágazás                             | 82.1 km | 3804, 3824, 3825 vonatpótló – Hejce-Vilmány [98.] |
| 58                                                                           | Göncruszka, vegyesbolt                               | 84.9 km | 3824, 3825, 3929 vonatpótló – Göncruszka [98.] |
| 59                                                                           | Göncruszka, iskola                                   | 85.5 km | 3824, 3825, 3929 |
| 60                                                                           | Gönc, fatelep                                        | 88.2 km | 3824, 3825, 3929 vonatpótló – Gönc [98.] |
| 61                                                                           | Gönci elágazás                                       | 88.9 km | 3824, 3825, 3826, 3929 |
| 62                                                                           | Gönc, sporttelep                                     | 89.7 km | 3824, 3825, 3826, 3929 |
| 63                                                                           | Gönc, városháza vonalközi végállomás                 | 90.5 km | 3824, 3825, 3826, 3929 |
| 64                                                                           | Gönc, sporttelep                                     | 91.3 km | 3824, 3825, 3826, 3929 |
| 65                                                                           | Gönci elágazás                                       | 92.1 km | 3824, 3825, 3826, 3929 |
| 66                                                                           | Zsujtai elágazás                                     | 92.7 km | 3824, 3825, 3826, 3929 vonatpótló – Zsujta [98.] |
| 67                                                                           | Hidasnémeti, takarékszövetkezet                      | 96.1 km | 3822, 3824, 3825, 3826, 3929 |
| 68                                                                           | Hidasnémeti vasútállomás, bejárati út                | 96.8 km | 3823, 3824, 3825, 3826, 3929 |
| 69                                                                           | Hidasnémeti vasútállomás végállomás                  | 97.2 km | 3822, 3823, 3824, 3825, 3826, 3929 IC, személyvonat, vonatpótló – Hidasnémeti [90/98.] |